# Lijst van nummer 1-hits in de UK Singles Chart in 1961
Deze hits stonden in 1961 op nummer 1 in de UK Singles Chart:
| Datum        | Artiest                         | Titel                                               |
| ------------ | ------------------------------- | --------------------------------------------------- |
| 7 januari    | Cliff Richard & The Shadows     | I love you                                          |
| 14 januari   | Johnny Tillotson                | Poetry in motion                                    |
| 21 januari   | Johnny Tillotson                | Poetry in motion                                    |
| 28 januari   | Elvis Presley & The Jordanaires | Are you lonesome tonight                            |
| 4 februari   | Elvis Presley & The Jordanaires | Are you lonesome tonight                            |
| 11 februari  | Elvis Presley & The Jordanaires | Are you lonesome tonight                            |
| 18 februari  | Elvis Presley & The Jordanaires | Are you lonesome tonight                            |
| 25 februari  | Petula Clark                    | Sailor                                              |
| 4 maart      | The Everly Brothers             | Walk right back / Ebony eyes                        |
| 11 maart     | The Everly Brothers             | Walk right back / Ebony eyes                        |
| 18 maart     | The Everly Brothers             | Walk right back / Ebony eyes                        |
| 25 maart     | Elvis Presley                   | Wooden heart                                        |
| 1 april      | Elvis Presley                   | Wooden heart                                        |
| 8 april      | Elvis Presley                   | Wooden heart                                        |
| 15 april     | Elvis Presley                   | Wooden heart                                        |
| 22 april     | Elvis Presley                   | Wooden heart                                        |
| 29 april     | Elvis Presley                   | Wooden heart                                        |
| 6 mei        | Elvis Presley                   | Wooden heart                                        |
| 13 mei       | The Marcels                     | Blue moon                                           |
| 20 mei       | Floyd Cramer                    | On the rebound                                      |
| 27 mei       | The Temperance Seven            | You're driving me crazy                             |
| 3 juni       | Elvis Presley & The Jordanaires | Surrender                                           |
| 10 juni      | Elvis Presley & The Jordanaires | Surrender                                           |
| 17 juni      | Elvis Presley & The Jordanaires | Surrender                                           |
| 24 juni      | Elvis Presley & The Jordanaires | Surrender                                           |
| 1 juli       | Del Shannon                     | Runaway                                             |
| 8 juli       | Del Shannon                     | Runaway                                             |
| 15 juli      | Del Shannon                     | Runaway                                             |
| 22 juli      | The Everly Brothers             | Temptation                                          |
| 29 juli      | The Everly Brothers             | Temptation                                          |
| 5 augustus   | Eden Kane                       | Well I ask you                                      |
| 12 augustus  | Helen Shapiro                   | You don't know                                      |
| 19 augustus  | Helen Shapiro                   | You don't know                                      |
| 26 augustus  | Helen Shapiro                   | You don't know                                      |
| 2 september  | John Leyton                     | Johnny remember me                                  |
| 9 september  | John Leyton                     | Johnny remember me                                  |
| 16 september | John Leyton                     | Johnny remember me                                  |
| 23 september | Shirley Bassey                  | Reach for the stars / Climb ev'ry mountain          |
| 30 september | John Leyton                     | Johnny remember me                                  |
| 7 oktober    | The Shadows                     | Kon-Tiki                                            |
| 14 oktober   | The Highwaymen                  | Michael                                             |
| 21 oktober   | Helen Shapiro                   | Walkin' Back to Happiness                           |
| 28 oktober   | Helen Shapiro                   | Walkin' back to happiness                           |
| 4 november   | Helen Shapiro                   | Walkin' back to happiness                           |
| 11 november  | Elvis Presley                   | (Marie's the name) His latest flame / Little sister |
| 18 november  | Elvis Presley                   | (Marie's the name) His latest flame / Little sister |
| 25 november  | Elvis Presley                   | (Marie's the name) His latest flame / Little sister |
| 2 december   | Elvis Presley                   | (Marie's the name) His latest flame / Little sister |
| 9 december   | Frankie Vaughan                 | Tower of strength                                   |
| 16 december  | Frankie Vaughan                 | Tower of strength                                   |
| 23 december  | Frankie Vaughan                 | Tower of strength                                   |
| 30 december  | Danny Williams                  | Moon river                                          |

1952 ·
1953 ·
1954 ·
1955 ·
1956 ·
1957 ·
1958 ·
1959 ·
1960 ·
1961 ·
1962 ·
1963 ·
1964 ·
1965 ·
1966 ·
1967 ·
1968 ·
1969 ·
1970 ·
1971 ·
1972 ·
1973 ·
1974 ·
1975 ·
1976 ·
1977 ·
1978 ·
1979 ·
1980 ·
1981 ·
1982 ·
1983 ·
1984 ·
1985 ·
1986 ·
1987 ·
1988 ·
1989 ·
1990 ·
1991 ·
1992 ·
1993 ·
1994 ·
1995 ·
1996 ·
1997 ·
1998 ·
1999 ·
2000 ·
2001 ·
2002 ·
2003 ·
2004 ·
2005 ·
2006 ·
2007 ·
2008 ·
2009 ·
2010 ·
2011 ·
2012 ·
2013 ·
2014 ·
2015 ·
2016 ·
2017 ·
2018 ·
2019 ·
2020 ·
2021
- Duitsland
- Noorwegen
- Verenigd Koninkrijk
- Verenigde Staten (Hot 100)